# Austrheims kommun
Austrheims kommun (norska: Austrheim kommune) är en kommun i landskapet Nordhordland i Vestland fylke i västra Norge. Den omfattar de nordvästligaste 8,6 kvadratkilometrarna av Lindåshalvön, öarna Fosnøyna, Bakkøyna och Njøta samt ett antal andra mindre öar. Kommunens centralort är tätorten Årås på ön Fosnøyna.
Statoils raffinaderi vid Mongstad ligger delvis i kommunen och är den viktigaste arbetsgivaren. Inom kommunen ligger Vardetangen som är kungariket Norges västligaste punkt på fastlandet.
Fosnøyna och de andra större öarna i kommunen fick fastlandsförbindelse 1971 genom 3 broar till Lindåshalvön (Fylkesväg 565). År 1989 öppnades också en bro till ön Radøy (Fylkesväg 565).
Tidigare har kommunen tillhört dåvarande Hordaland fylke.

## Administrativ historik
Austrheims kommun upprättades den 1 januari 1910 genom utbrytning ur Lindås kommun. Kommunen omfattade då också hela nuvarande Fedje kommun samt ett område i den norra delen av nuvarande Alvers kommun (Straume krets med ön Fesøyna) och hade 2 518 invånare vid upprättandet.
1947 bröts Fedje kommun ut ur kommunen som då minskade från 3 291 invånare före delningen till 2 371 invånare efter.
Den 1 januari 1964 överfördes ett bebott område (Straume krets inklusive ön Fesøyna med 56 invånare) från Austrheims kommun till den då nybildade Radøy kommun.

## Tätorter
I Austrheims kommun finns två tätorter:
- Kaland
- Årås (centralort)

## Socknar
Inom Norska kyrkan motsvaras Austrheims kommun av Austrheims socken i Nordhordlands prosteri i Bjørgvins stift.

## Bilder

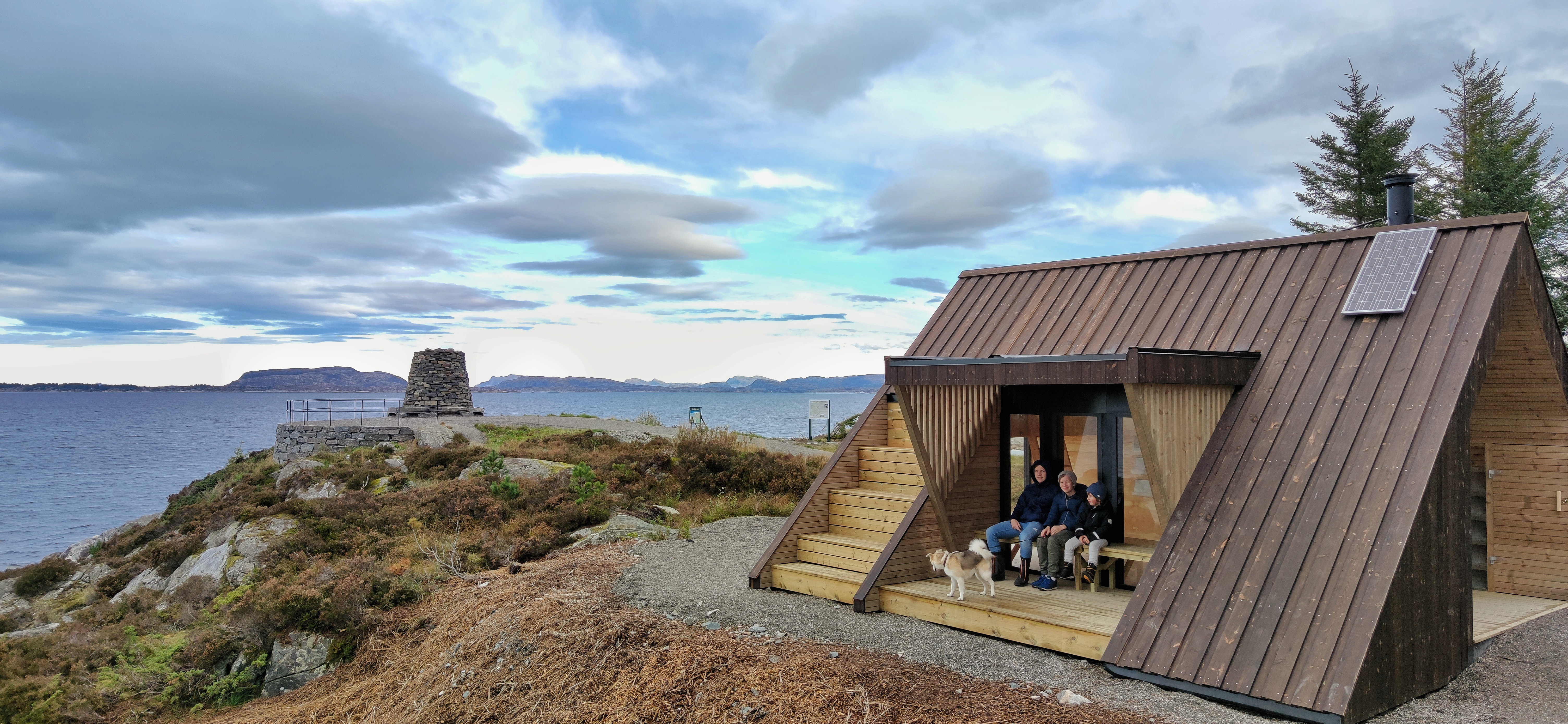
Vardetangen är norska fastlandets västligaste punkt.
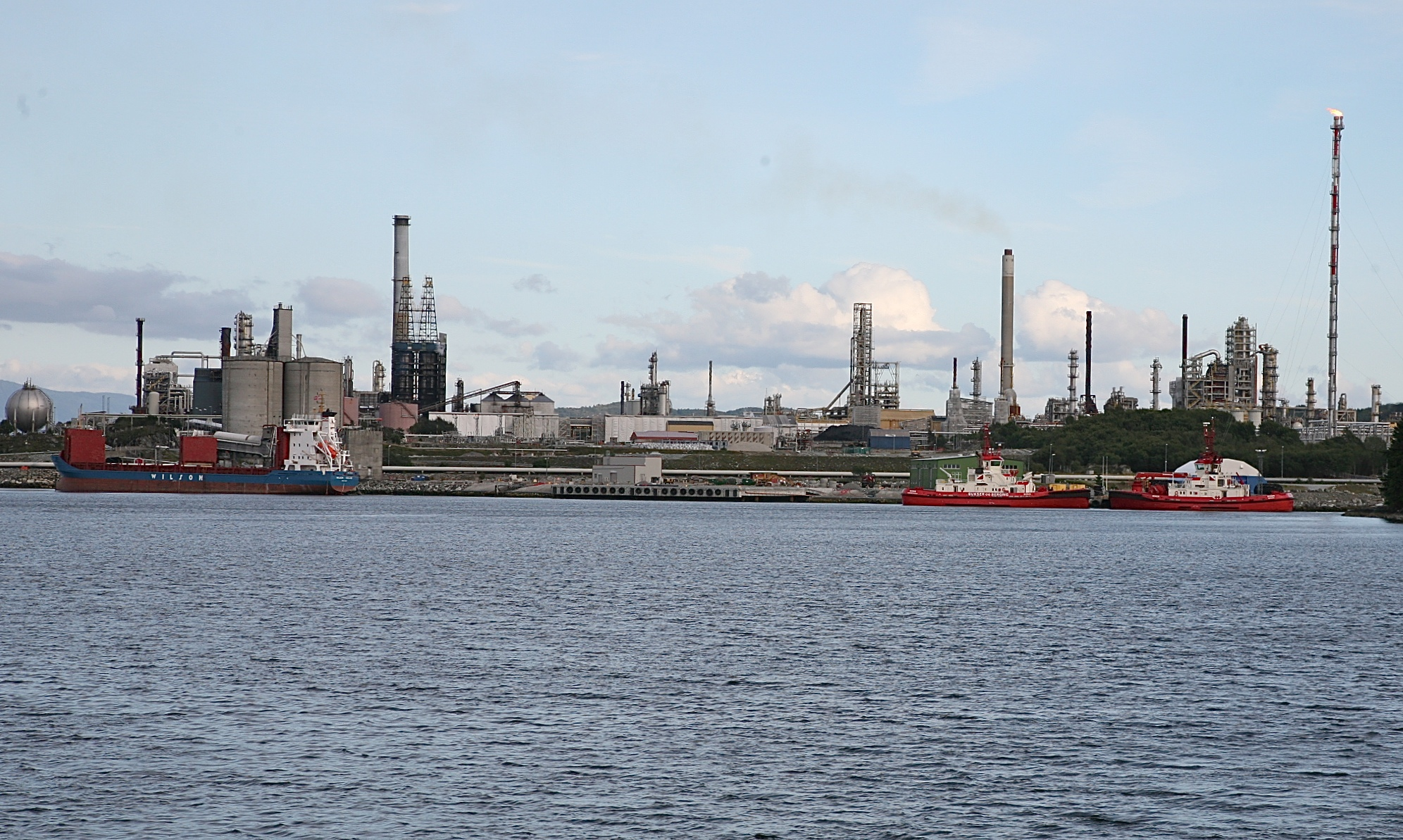
Raffinaderiet vid Mongstad.
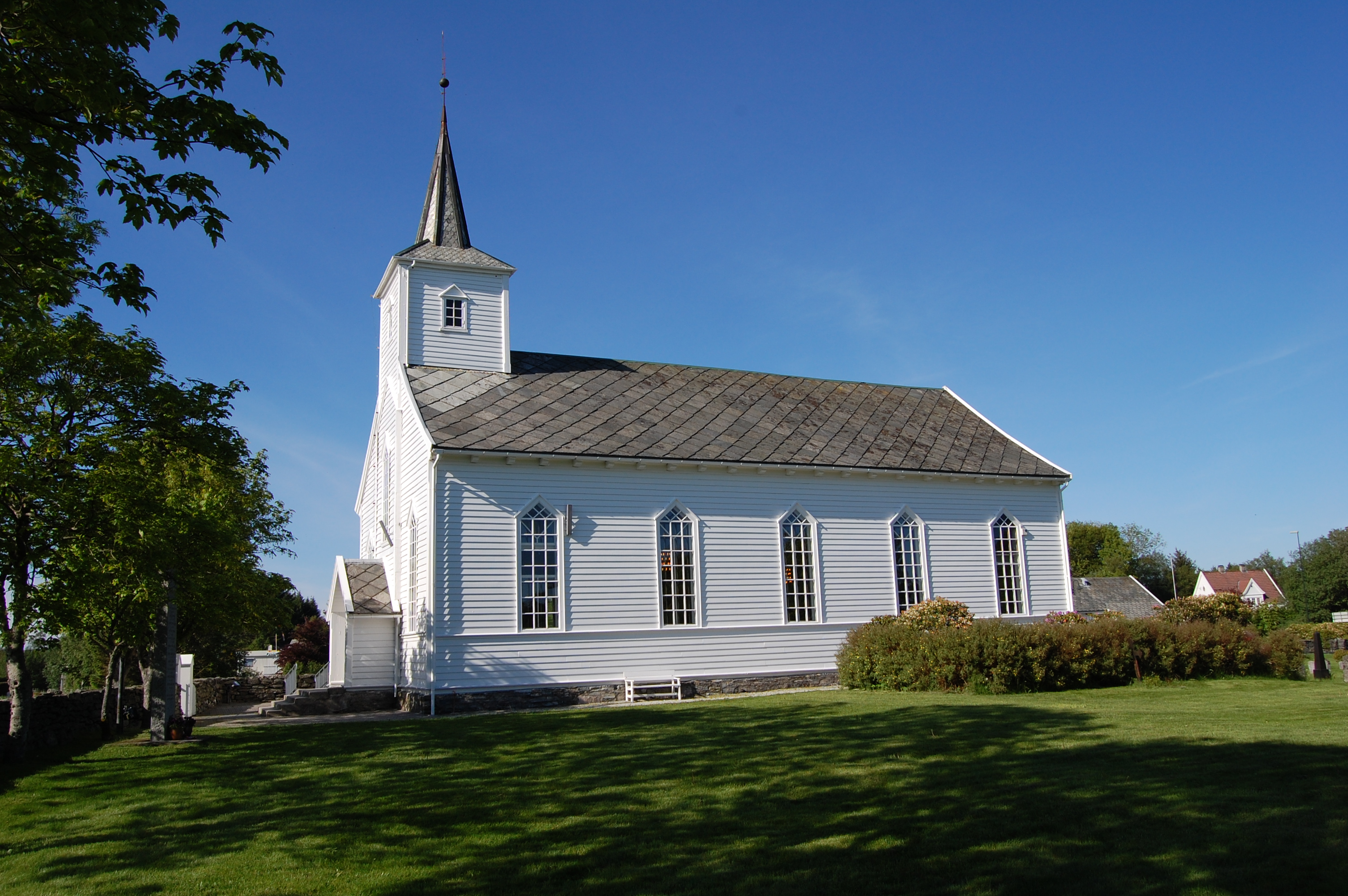
Austrheims kyrka.